# هوكر بيتش كرافت
هوكر بيتش كرافت (بالإنجليزية: Hawker Beechcraft)‏ هي شركة تصنيع طائرات. تأسست في 2006. يقع مقرها في كانساس، الولايات المتحدة.تتميز الشرطة بصناعة طائرات رجال الاعمال.

## وصلات خارجية
- الموقع الإلكتروني